# Frau von Luttra

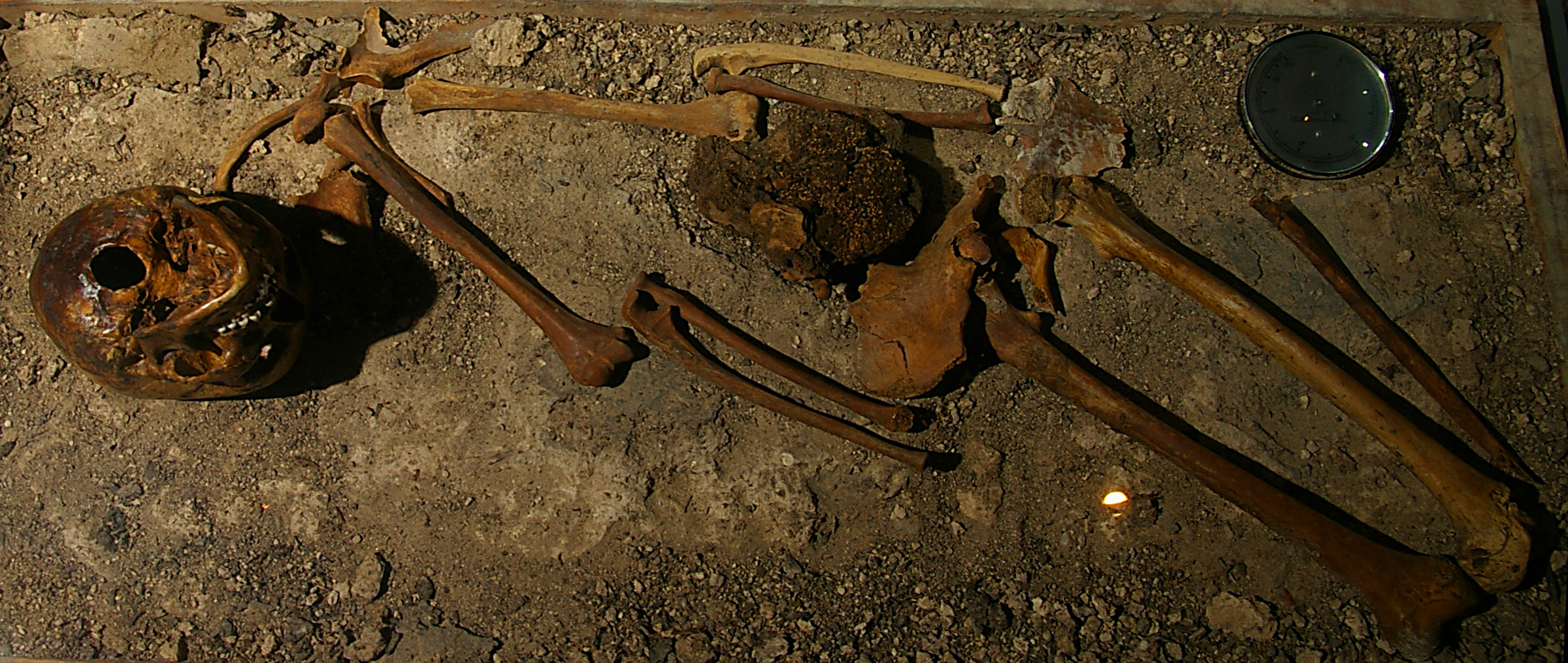
Skelett der Frau von Luttra

Die Frau von Luttra (schwedisch Hallonflickan; - dänisch  Hindbærpigen; - dt. Himbeermädchen) ist eine jungsteinzeitliche Moorleiche, die 1943 in einem Moor der Gemeinde Falköping, Provinz Västra Götaland, in Schweden gefunden wurde. Aufgrund der Himbeeren, ihrer letzten Mahlzeit, erhielt die junge Frau den Spitznamen Hallonflickan/Himbeermädchen. Sie befindet sich seit 1994 in der Dauerausstellung des Falbygdens Museum in Falköping.

## Fund

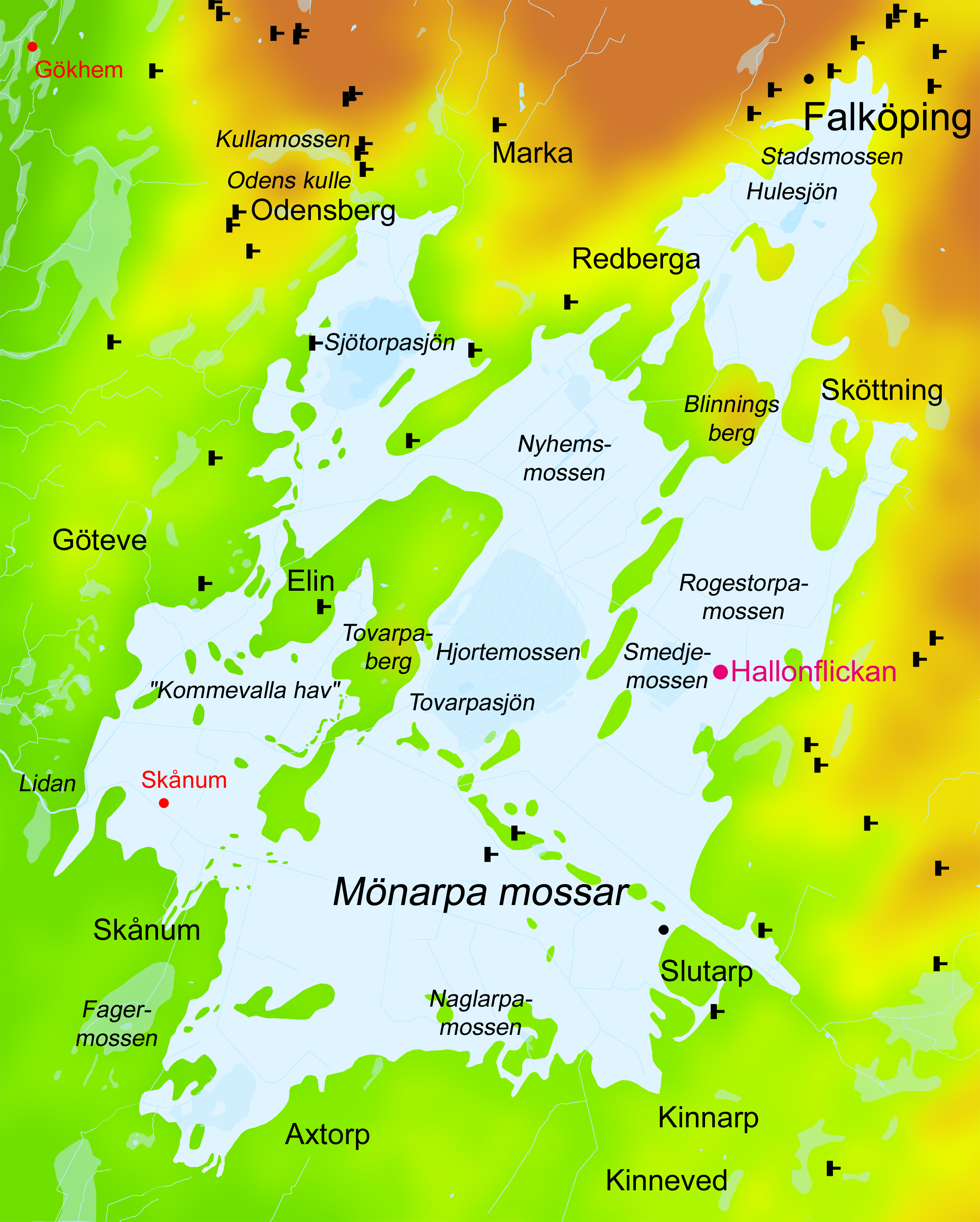
Fundstelle der Frau von Luttra („Hallonflickan“)

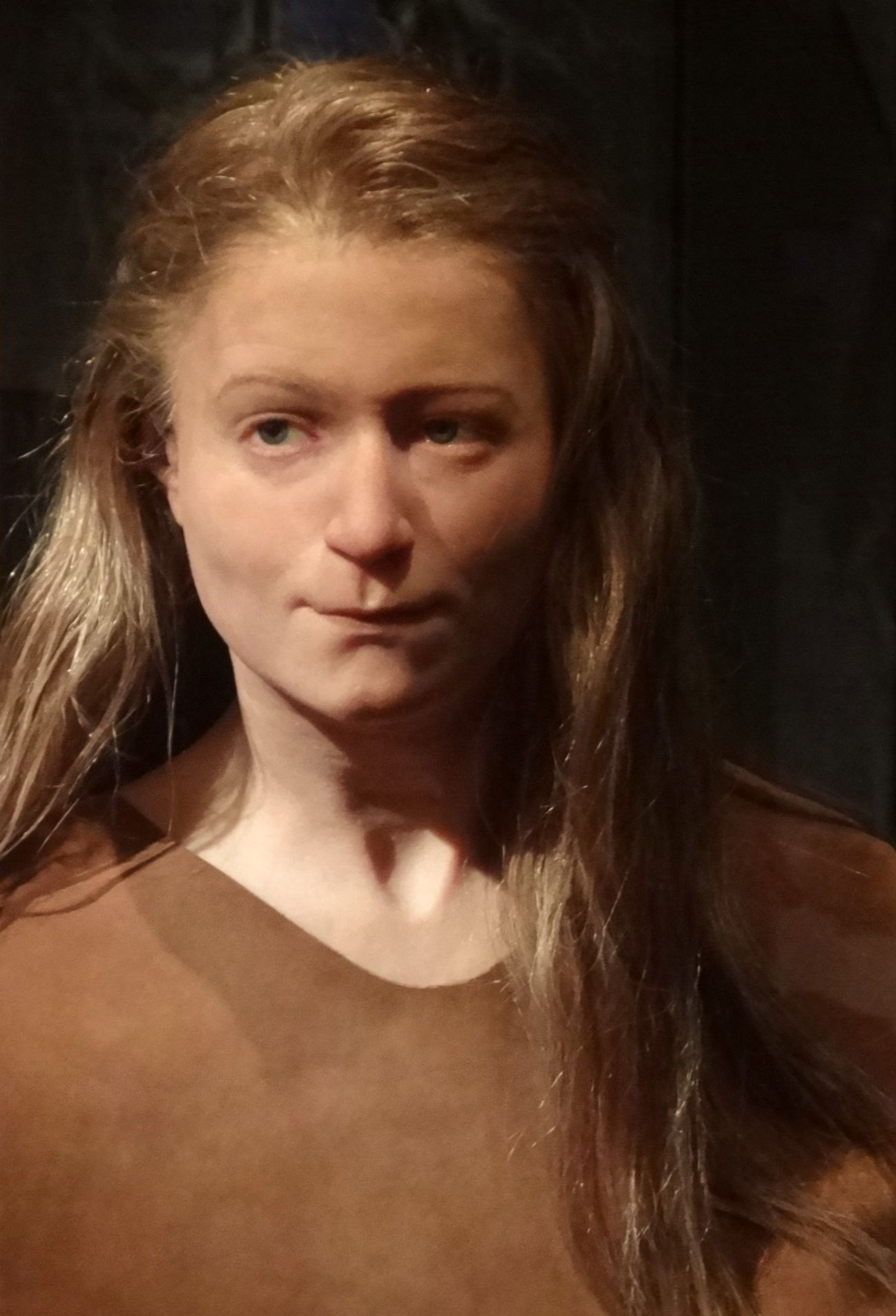
Rekonstruktion der Frau von Luttra

Der Bauer Carl Vilhelmsson stieß Ende Mai 1943 beim Torfstechen im Hochmoor Rogestorpamossen in einer Tiefe von 120 Zentimetern unterhalb der Oberfläche auf die Hand einer skelettierten Leiche. Das Rogestorpamossen ist Teil der Mönarpa mossar und befindet sich in der Nähe des Kirchspiels Luttra socken in der Gemeinde Falköping. Der Fundplatz liegt etwa 50 Meter östlich der ehemaligen Eisenbahntrasse zwischen Falkirk und Ulricehamn, die jetzt als Fahrradweg genutzt wird. Vilhelmsson informierte den lokalen Vertreter des Reichsantiquaramts, Oberlehrer Hilding Svensson aus Falköping, der den Fund am nächsten Tag besichtigte und die Fundmeldung an das Reichsantiquaramt weiterleitete. Der herbeigerufene Experte, der Archäologe Karl Esaias Sahlström von der Schwedischen Geologie-Behörde, befand, dass eine Untersuchung des Fundes an Ort und Stelle nicht sinnvoll erschien. Er barg den Fund mit den ihn umgebenden Torfschichten und sandte ihn per Eisenbahn nach Stockholm.
Fundort: 58° 6′ 47,7″ N, 13° 31′ 13,8″ O

## Befunde

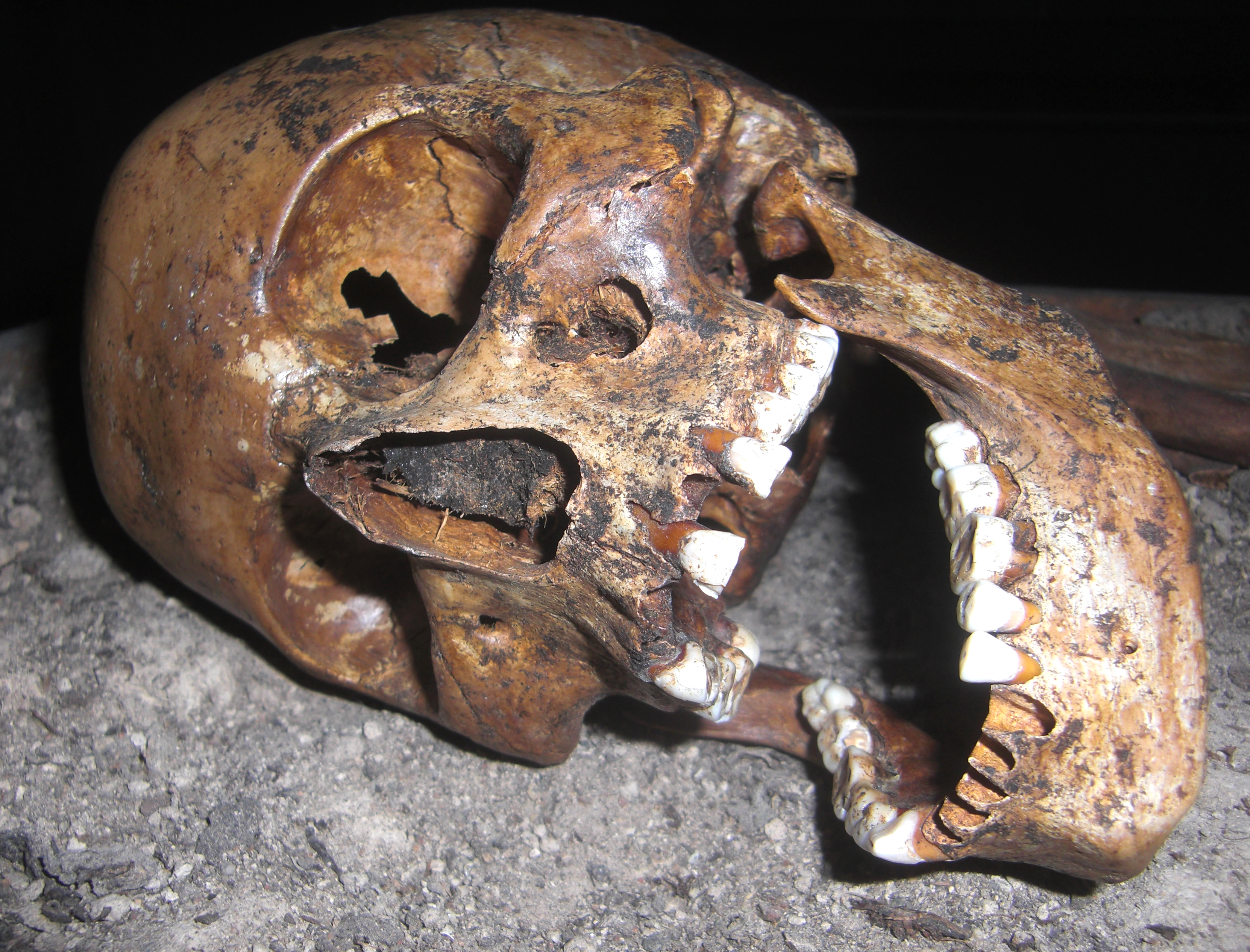
Schädel

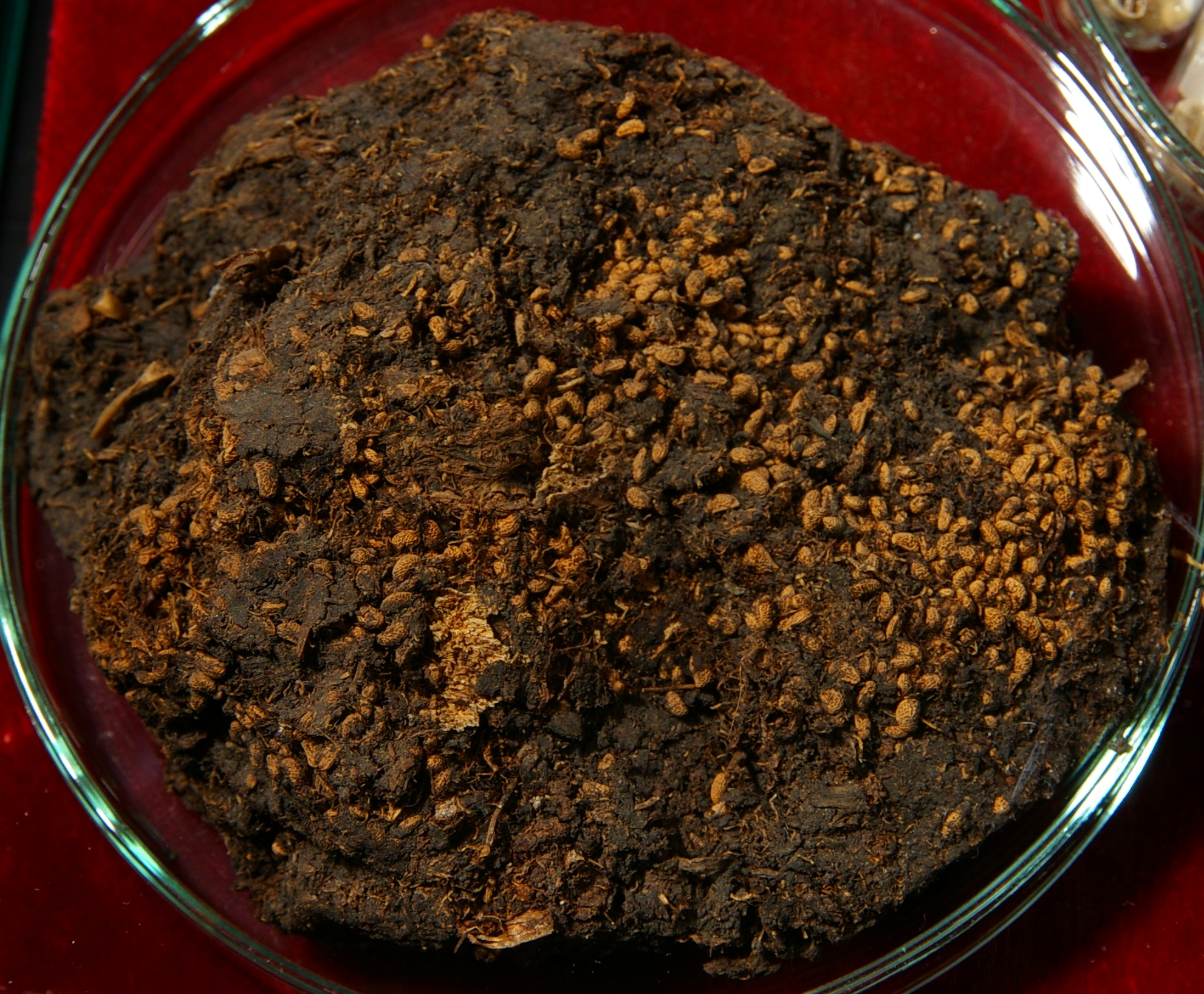
Reste des Mageninhaltes mit Himbeersamen

In den 1940er Jahren wurde der Fund unter Leitung von Professor Nils-Gustaf Gejvall untersucht. Die Leiche lag in Nordnordwest-Südsüdost-Ausrichtung, mit dem Kopf gegen Norden. Von der Leiche sind lediglich Teile des Skeletts erhalten. Die Weichteile waren vollständig vergangen; einige Knochen des Skeletts, vor allem zwischen Schädel und Becken, fehlen. Der Schädel selbst ist sehr gut erhalten, lediglich die innere Nasenregion ist etwas stärker vergangen. Der Erhaltungszustand der übrigen Knochen ist weniger gut. Die anthropologische Untersuchung der Überreste zeigte, dass es sich um eine grazile, junge Frau gehandelt hat, die mit einer Körpergröße von 145 Zentimetern zu ihren Lebzeiten kleinwüchsig war. So waren gleichaltrige Frauen der Jungsteinzeit dieser Region durchschnittlich zwischen 153 und 163 Zentimeter groß. Ihre Beine lagen in einer engen Hockstellung, so dass ihre Waden den Oberschenkeln anlagen. Möglicherweise waren die Beine mit einer Verschnürung versehen, die sich im Moor nicht erhalten hat. In der Torfschicht, in der das Skelett eingebettet lag, wurde im Bereich des Magens eine große Menge von Himbeersamen gefunden, die aufgrund ihrer Lage als Teil des ehemaligen Mageninhalts identifiziert werden konnten. Offenbar hatte die junge Frau die Früchte kurz vor ihrem Tod verzehrt. Da Himbeeren in der Jungsteinzeit nicht über einen längeren Zeitraum gelagert werden konnten, muss die Frau sie frisch verspeist haben. Folglich dürfte sie im Spätsommer, etwa in den Monaten Juli oder August, verstorben sein. Dies stellt insofern einen Sonderfall dar, als alle bisher in Schweden bekannt gewordenen Moorleichen in den Wintermonaten verstorben sind. Aufgrund der Pollenanalyse des Torfprofils wurde zunächst ein Alter der Leiche von mehr als 4000 Jahren angenommen.
In den 1990er Jahren wurde das Himbeermädchen erneut von Sabine Sten und Torbjörn Ahlström untersucht. Dabei wurde festgestellt, dass die Himbeersamen von verschiedenen Himbeersorten stammten. Ein Studium der Epiphysenfugen brachte das Ergebnis zutage, dass die Frau mindestens 18 bis 20 Jahre alt gewesen sein muss. Weitere Befunde wie z. B. die Verknöcherung der Schädelnähte und die Zahnstruktur lassen den Schluss zu, dass sie etwa ein Alter von 20 bis 25 Jahren erreicht hatte.
Eine 14C-Untersuchung ergab, dass die Frau 1000 Jahre früher als vermutet im Jungneolithikum, etwa im Zeitraum zwischen 3105 und 2935 v. Chr., verstorben war. Bei der Untersuchung der Torfproben konnten Überreste von etwa zwei bis drei Millimeter langen Süßwasserschnecken nachgewiesen werden, die andeuten, dass die Frau in einem damals noch offenen Gewässer versenkt worden war, das erst später verlandete. Diese Theorie wird auch durch die fehlenden Knochen unterstützt, die nach Verwesung der Weichteile im Wasser verlagert worden sein könnten. Möglicherweise versank ihre Leiche auch im schlammigen Grund des Gewässers. Die genaue Todesursache ließ sich nicht klären.

## Deutungsversuche

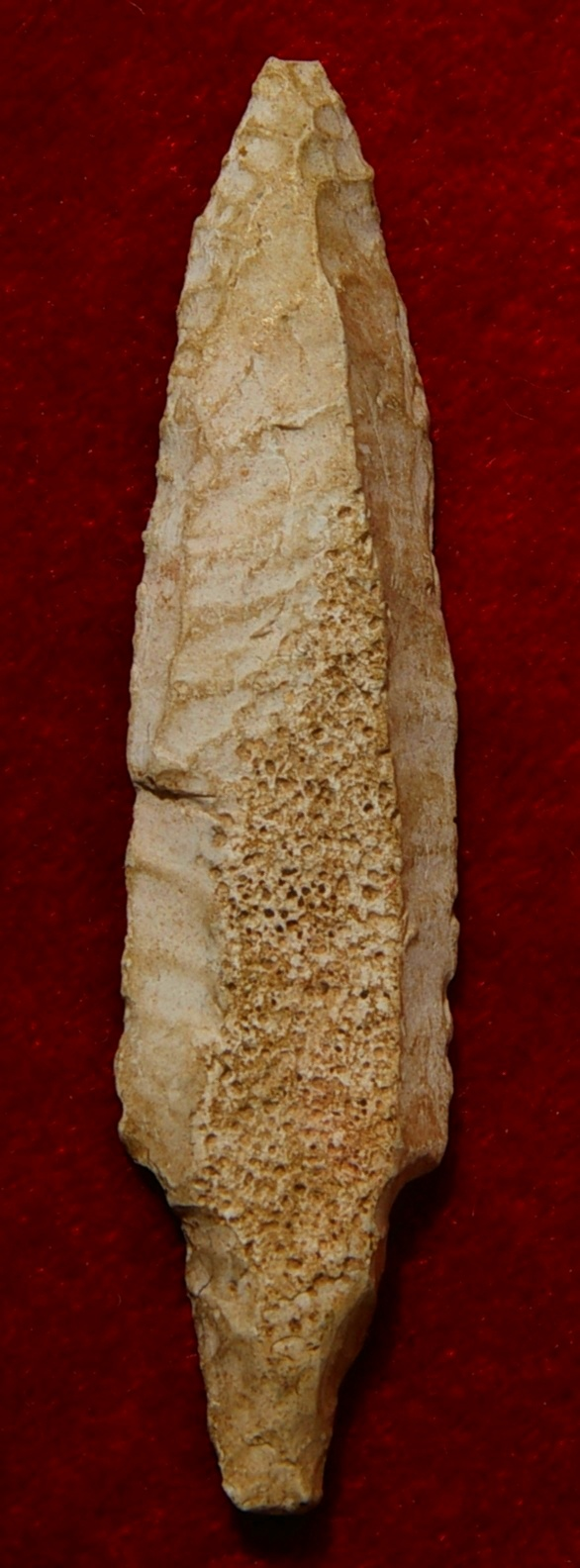
Pfeilspitze aus dem Rogestorpamossen

Drei Jahre vor dem Fund der Frau von Luttra wurde sechs Meter entfernt in der derselben Tiefe eine Pfeilspitze aus Feuerstein gefunden. Diese führte zu der Vermutung, dass die Frau durch Pfeilschüsse getötet wurde und anschließend in das Gewässer gelangte. Die Forscher vermuteten, dass diese Pfeilspitze die Frau verfehlt hatte und sie durch einen zweiten Pfeilschuss zu Tode kam. Jedoch konnten bei den weiteren Ausgrabungen weder eine zweite Pfeilspitze gefunden noch Spuren eines Treffers an den Knochen beobachtet werden. Mit hoher Wahrscheinlichkeit steht die Pfeilspitze in keiner Verbindung zu der Frau.
Die enganliegende Hockstellung der Beine wurde von einigen Wissenschaftlern als Indiz für eine Opferung angesehen. Jedoch starb die Frau wahrscheinlich im Spätsommer, was eher gegen die Theorie als Opfer an eine Fruchtbarkeitsgottheit spricht, da Fruchtbarkeitsopfer üblicherweise im Frühjahr dargebracht wurden. Es käme aber eine Opferung aus anderen Gründen in Betracht. Aufgrund der Fundlage wurde ein Unfall oder Ertrinken ausgeschlossen. Möglich ist hingegen ein Tötungsdelikt, also dass die Frau von Luttra das Opfer einer Gewalttat geworden ist. Nicht auszuschließen ist auch, dass sie hingerichtet wurde.